# Podporojié
Podporojié, (en russe : Подпорожье) est une ville de l'oblast de Léningrad, en Russie, et le centre administratif du raïon de Podporojié. Sa population s'élevait à 19 577 habitants en 2013.

## Géographie
Podporojié se trouve sur la rive gauche de la Svir, à mi-chemin entre les lacs Onega et Ladoga. Elle est située à 101 km au sud de Petrozavodsk, à 274 km au nord-est de Saint-Pétersbourg et à 600 km au nord de Moscou.

## Histoire
Au début du XVIIIe siècle, le tsar Pierre le Grand ordonna la réinstallation de paysans de la rivière Msta à l'emplacement de la ville actuelle de Podporojié, afin d'organiser la navigation le long de la rivière Svir, connue pour ses rapides quasiment infranchissables. À la fin du XIXe siècle, les villages de Sigovets et Medvedets situés près des rapides de la Svir reçurent le nom de Podporojié, littéralement « sous les rapides ». En 1936, débuta la construction de la centrale hydroélectrique de Verkhnesvirskaïa, qui fut mise en service en 1951. Podporojié reçut le statut de commune urbaine en 1937 puis celui de ville en 1956.

## Population
Recensements (*) ou estimations de la population
| 1939*  | 1945  | 1949  | 1959*  | 1970*  | 1979*  |
| ------ | ----- | ----- | ------ | ------ | ------ |
| 13 335 | 3 534 | 6 759 | 17 638 | 21 545 | 23 901 |

| 1989*  | 2002*  | 2006   | 2010*  | 2012   | 2013   |
| ------ | ------ | ------ | ------ | ------ | ------ |
| 23 295 | 20 312 | 19 577 | 18 733 | 18 466 | 18 285 |

## Jumelage
- Steigen (Norvège)

## Photographies

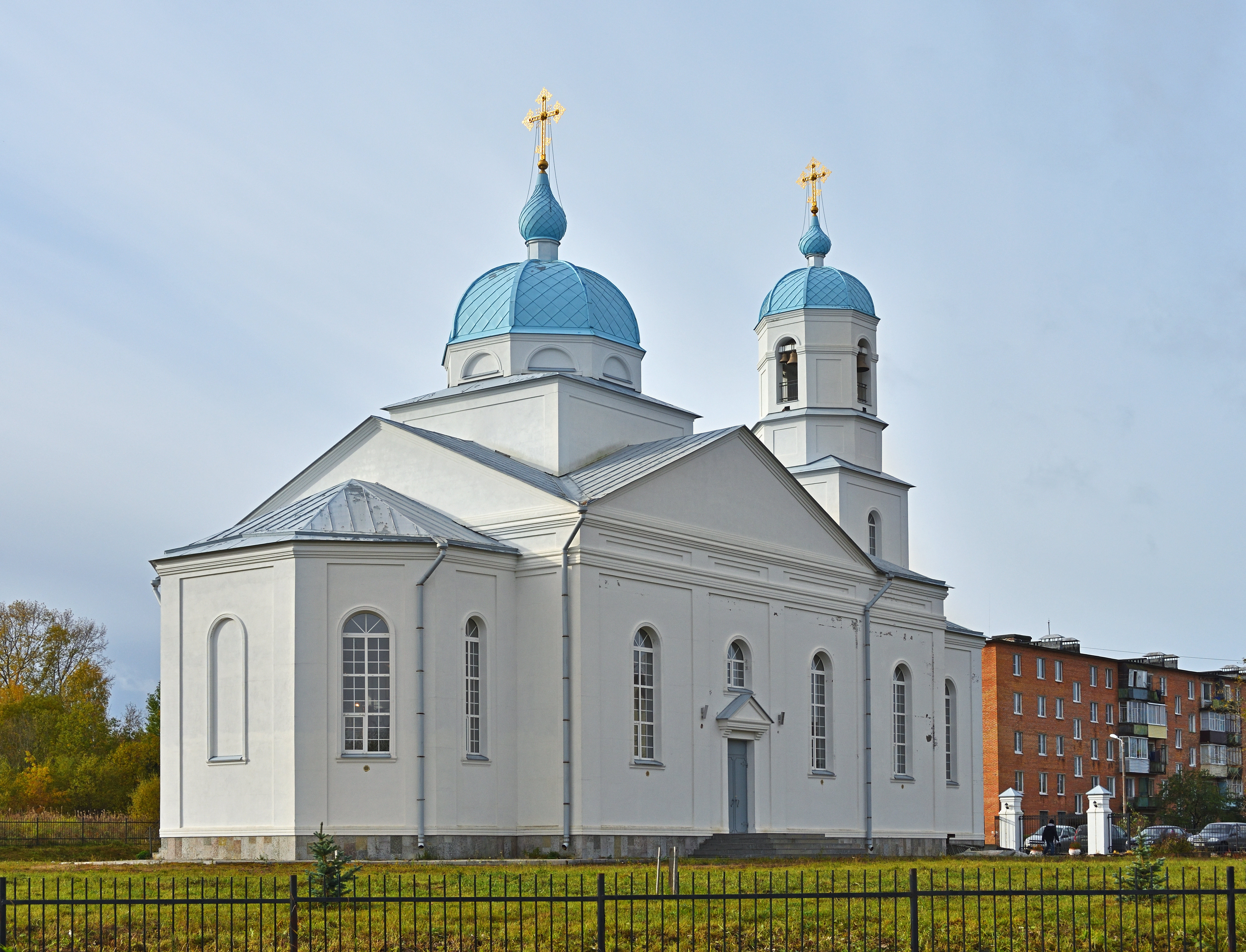
Église de l'Annonciation
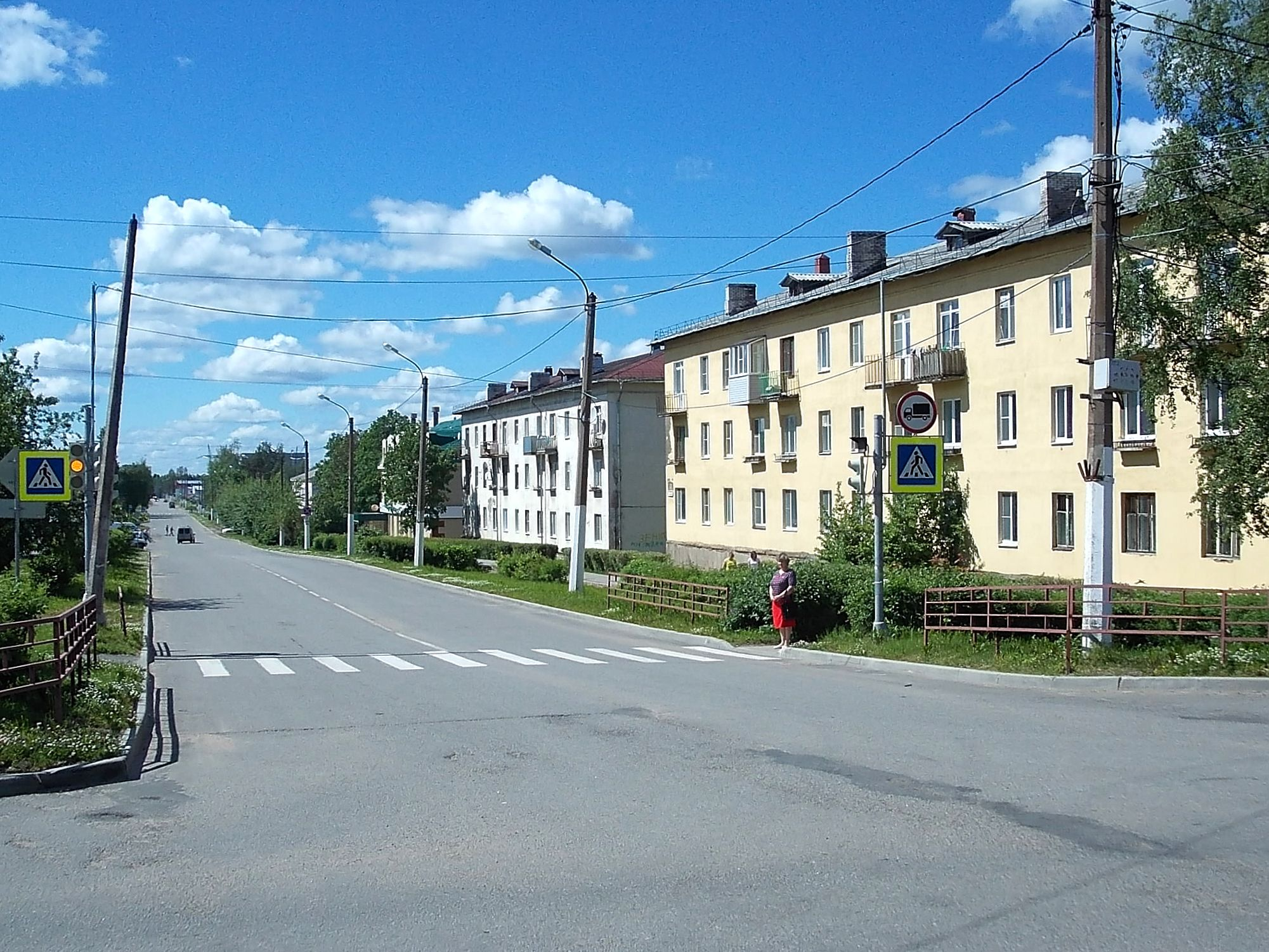
Rue Svirskaïa
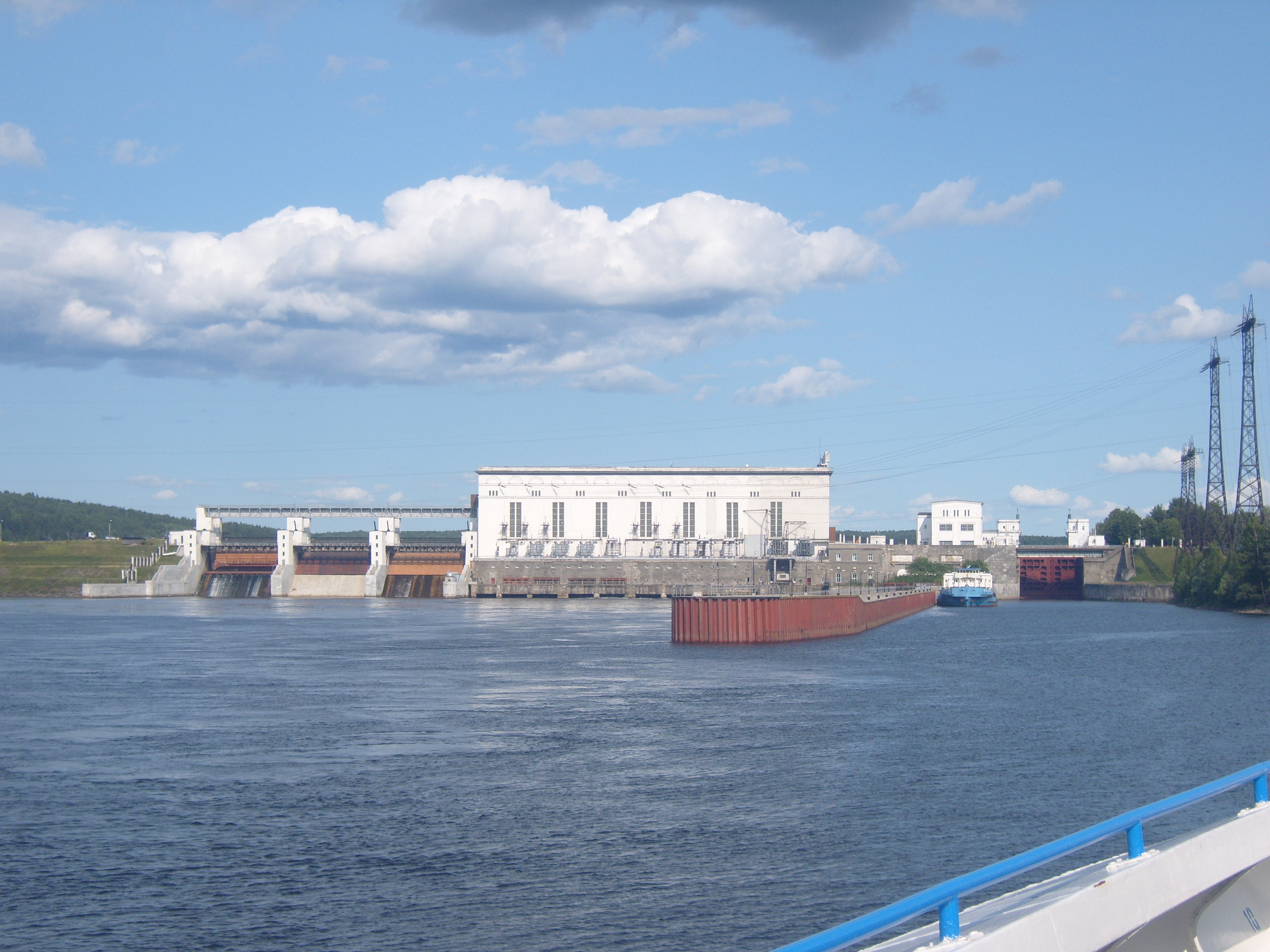
Station hydroélectrique Verkhne-Svirskaïa